# Theobroma angustifolium
Theobroma angustifolium là một loài thực vật có hoa trong họ Cẩm quỳ. Loài này được Sessé & Moc. ex DC. miêu tả khoa học đầu tiên năm 1824.